# Országkód szerinti legfelső szintű tartomány
Az országkód szerinti legfelső szintű tartomány (country code top-level domain, ccTLD) olyan internetes legfelső szintű tartomány, amit egy ország (egy szuverén állam vagy egy függő terület) részére tartanak fent.
Minden ASCII ccTLD-azonosító kétbetűs, és minden kétbetűs legfelső szintű tartomány ccTLD. Jelenleg 3 legfelső szintű nemzetközi tartomány (internationalized country code TLD, IDN ccTLD) létezik, mindegyik (kettőnél több) latin betűből áll. Az országkód szerinti legfelső szintű tartományok létrehozását és delegációját az Internet Assigned Numbers Authority (IANA) végzi az RFC 1591-ben leírták szerint, az ISO 3166-1 alpha-2 országkódoknak megfelelően, néhány a következőkben felsorolt kivétellel.

## Felhatalmazás és működtetés
Az IANA felelős (jelenleg az ICANN-ba kiszervezve) azért, hogy minden egyes ccTLD-hez tartozzon egy megbízott szervezet. Erre a megbízott szervezetre testálják a tartomány adminisztrációját, az ő felelőssége a domén működésének, a regisztrációs irányelveknek a meghatározása. A jelenlegi megbízottak listája az IANA listájából határozható meg. Az egyes ccTLD-k alá tartozó aldomének regisztrációjához különböző díjak és egyéb feltételek tartozhatnak. Előfordulhat, hogy elvárják a helyi jelenlétet (pl. az állampolgárságot, vagy más kapcsolatot a ccTLD-hez), mint ahogy azt Kanada (ca) és Németország (de) teszi, vagy teljesen nyitott is lehet a regisztráció.

## Az ISO 3166-1 szabvánnyal való kapcsolat
Az IANA-nak nem feladata, hogy eldöntse, mit nevezünk országnak és mit nem. Az ISO 3166 listáját annak tudatában választottuk az országkód szerinti legfelső szintű tartományok alapjául, hogy az ISO-nak van kidolgozott eljárása annak eldöntésére, mely entitások szerepeljenek a listán és melyek ne.

### Nem használt ISO 3166-1 kódok
Csaknem az összes ISO 3166-1 kódhoz kijelölték a legfelső szintű tartományt, és létrehozták a DNS-ben.
Ezek közül néhány gyakorlatilag nincs használatban. Norvégia függő területei közül a Bouvet-sziget (bv), valamint a Spitzbergák és a Jan Mayen-sziget (sj) léteznek a DNS-ben, de egyetlen aldomént sem hoztak létre alattuk, és a norvég regisztrátor, a Norid jelenleg nem is tervezi kiosztásukat.
Saint-Barthélemy (bl) és Saint-Martin (mf) francia tengerentúli területek a helyi megbízott szervezet a francia kormány általi kijelölésére várnak.
Az eh, bár alkalmas lenne Nyugat-Szahara ccTLD-jének, soha nem lett kiosztva, és nem is létezik a DNS-ben. A gb alatt (az Egyesült Királyság ISO 3166-1 kódja) egyetlen domént jegyeztek be, és újabb regisztrációkat nem fogadnak. A brit oldalak általában a uk címet használják.
A korábbi, az Amerikai Egyesült Államok lakatlan külbirtokai számára fenntartott um ccTLD 2008 áprilisában eltávolításra került. A korábbi Jugoszlávia yu ccTLD-jét 2010 márciusában törölték, egy kétéves átmeneti periódus után, amíg a szerbiai .rs és a montenegrói .me címekre lehetett átváltani.

### Az ISO 3166-1 szabványban nem szereplő ASCII ccTLD-k
Jelenleg 6 ASCII országkód szerinti TLD létezik, ami nem feleltethető meg kétbetűs ISO 3166-1 országkódnak. Ezek közül néhány szerepelt a korábbi ISO 3166-1-ben (jelenleg ISO 3166-3).
- uk (Egyesült Királyság): Az Egyesült Királyság ISO 3166-1 kódja GB (Great Britain = Nagy-Britannia után), de a JANET hálózat (brit akadémiai hálózat) a korábbi JANET NRS regisztrációs sémában az uk használata mellett döntött. Bár kijelölték a gb TLD-t, az átállás végül nem történt meg, és az uk használata terjedt el.
- su (a Szovjetunió elavult ISO 3166-kódja): amikor kiosztották, a SZU még létezett, és SU volt az országkódja. 2001-ben a su kezelői kijelentették, hogy készek újrakezdeni a su alatti regisztrációkat, de még nem világos, hogy az ICANN szándékaival ez mennyire kompatibilis.
- ac (Ascension-sziget): ez a kód az IANA 1996-os döntésének eredménye, ami lehetővé tette az ISO 3166-1 alpha-2 az Egyetemes Postaegyesület részére fenntartott kódjainak használatát. Ezt a döntést később visszavonták, de az Ascension-sziget kódját meghagyták. (Három másik ccTLD, gg (Guernsey), im (Man-sziget) és je (Jersey) 1996-tól szintén ebbe a kategóriába esett, amíg 2006 márciusában meg nem kapták a végleges ISO 3166-kódjaikat.)
- eu (Európai Unió): 2000. szeptember 25-én az ICANN lehetővé tette a „minden célra fenntartott” kétbetűs országkódok használatát. Jelenleg egyedül az EU felel meg ennek a követelménynek. Az EU Távközlési Miniszteri Tanácsának 2002. márciusi döntését követően a haladás lassú volt, de az Európai Bizottság kijelölt egy regisztrátort (EURid), és meghatározta a regisztráció feltételeit: az ICANN jóváhagyta az eu ccTLD használatát, majd 2005. december 7-én megnyitotta a regisztrációt a védjegytulajdonosok számára. 2006. április 7-től tették nyílttá a regisztrációt.
- tp (Kelet-Timor korábbi ISO 3166-1-kódja): 2005-től fokozatosan átveszi a helyét a tl TLD.

### Történelmi ccTLD-k
Három ccTLD létezett, amit töröltek, miután a megfelelő kétbetűs országkódot visszavonták az ISO 3166-1 szabványból.
A yu TLD (Jugoszlávia korábbi ISO 3166-1-kódja) esetében egészen 2010 márciusáig hosszabbították a TLD-t, majd átvették a helyét az rs és me TLD-k. A cs (Csehszlovákia), zr (Zaire). Elég hosszú idő is eltelhet az ISO 3166-1-ból való törlés és a DNS-ből való törlés között; például a ZR 1997 óta nem szerepel az ISO 3166-1-ben, de a zr ccTLD-t 2001-ig nem törölték ki.
Egyes esetekben a legfelső szintű tartomány soha nem kerül törlésre, mert egyszerűen túl sokan használják. Ilyen a Szovjetunió ccTLD-je, a su, ami a SZU felbomlása, és az ISO 3166-1-ből való eltávolítása után több mint egy évtizeddel is használatban van.
A korábbi dd (NDK) és yd (Dél-Jemen) országkódok alkalmasak lettek volna ccTLD kiosztására, ám ez nem történt meg; az utódállamok legfelső szintű tartományai a de és ye alatt találhatók meg.
A korábban Csehszlovákiához tartozó CS országkódot felbomlásáig átmenetileg Szerbia és Montenegró államszövetsége kapta meg, az utódállamok ccTLD-i rs (Szerbia) és me (Montenegró) lettek. Ez némi felbolydulást keltett az ISO 3166-1 országkódok stabilitását illetően, ami az ISO 3166-1 2007-es második kiadásához vezetett, amiben már garantálták, hogy a visszavonultatott kódokat legalább 50 évig nem osztják ki újra, valamint 2006-ban az IETF nyelvi címkékben (pl. en-CA) használt országkódokat leíró RFC 3066 az RFC 4646-tal való kiváltásához (jelenleg az RFC 5646 van érvényben).
Ausztrália számára először az oz országkód és ccTLD lett kiosztva, amit később változtattak meg au-ra, az .oz doméneket az .oz.au alá migrálták.

## Legfelső szintű nemzetközi tartományok
A legfelső szintű nemzetközi tartomány (internationalized country code TLD, IDN ccTLD) olyan országkód szerinti legfelső szintű tartomány, ami nem latin írással van leírva. Jelenleg három, arab írást használó IDN ccTLD létezik: السعودية., مصر. és امارات. és egy cirill ábécét használó: .рф.

## A hagyományostól eltérő használat
Egyes ccTLD-k liberális regisztrációs gyakorlata lehetővé tette olyan domének regisztrálását, mint pl. I.am, tip.it, start.at és go.to. Domain hacknek nevezik azt a trükköt, amikor a másodszintű domén a ccTLD-vel együtt alkot egy szót vagy címet. Ilyen domének pl. a Déli-Georgia és Déli-Sandwich-szigeteken bejegyzett blo.gs, az amerikai del.icio.us vagy a tongai cr.yp.to. Kolumbia .co TLD-je a vállalat (company) szó rövidítéseként komoly érdeklődést generált, mint a hagyományos TLD-k vállalatok számára lehetséges alternatívája.
A ccTLD-k egy másik, nem hagyományos használata során az elgépelések kihasználják ki. Kamerun .cm doménje a .com domén elütéseként vált érdekessé.

### Kereskedelmi és egyedi használat
A Föld legkisebb országai közül jó néhány licenceli a TLD-jét az egész világ számára. Például Tuvalu és Mikronézia, mindkettő csendes-óceáni szigetállam, a VeriSignnal, illetve az FSM Telecommunications vállalattal partnerkapcsolatba lépve árulják a .tv és .fm végű doménneveket televízió- és rádióállomások számára.
A szokásostól eltérő használatú ccTLD-k:
- .ac az Ascension-sziget ccTLD-je, de Svédországban is használatos, mivel az „AC” Västerbotten megye rövidítése (megyejele).[5]
- .ad Andorra ccTLD-je, de újabban reklámügynökségek, apróhirdetésekkel foglalkozó cégek is használják.
- .ag Antigua és Barbuda ccTLD-je, néha agrároldalak használják. Németországban az AG (az Aktiengesellschaft rövidítése) a részvénytársaságok nevét követő utótag, hasonlóan a magyar zrt/nyrt-hez.
- .am Örményország ccTLD-je, de gyakran használják AM (hosszú-, közép- és rövidhullámú) rádióadók, vagy domain hackekre, mint pl. az i.am.
- .as Amerikai Szamoa ccTLD-je. Dániában és Norvégiában az AS (az Aksjeselskap rövidítése) a részvénytársaságok nevét követő utótag. Csehországban ugyanerre az a.s. (Akciová společnost) rövidítés szolgál.
- .at Ausztria ccTLD-je, de „at”-re végződő angol szavakhoz is felhasználják (e.at).
- .be Belgium ccTLD-je, de használják néha az angol „be” létige értelemben is, illetve a svájci Bern kanton rövidítéseként.
- .by Fehéroroszország ccTLD-je, de néha német oldalak is használják, mivel a „BY” Bajorország hivatalos rövidítése.
- .cd a Kongói Demokratikus Köztársaság ccTLD-je, CD-kereskedők és fájlmegosztó oldalak is használják.
- .co Kolumbia ccTLD-je, de kereskedelmi tevékenységet folytató cégek (commercial, corporation, company) is használják.[4]
- .dj Dzsibuti ccTLD-je, de disc jockey-k és CD-kereskedők is használják.
- .fm Mikronézia ccTLD-je, de FM-rádióállomások és internetes rádióállomások is használják.
- .la Laosz ccTLD-je, de Los Angeles-i TLD-ként is reklámozzák.

## ccTLD-k listája

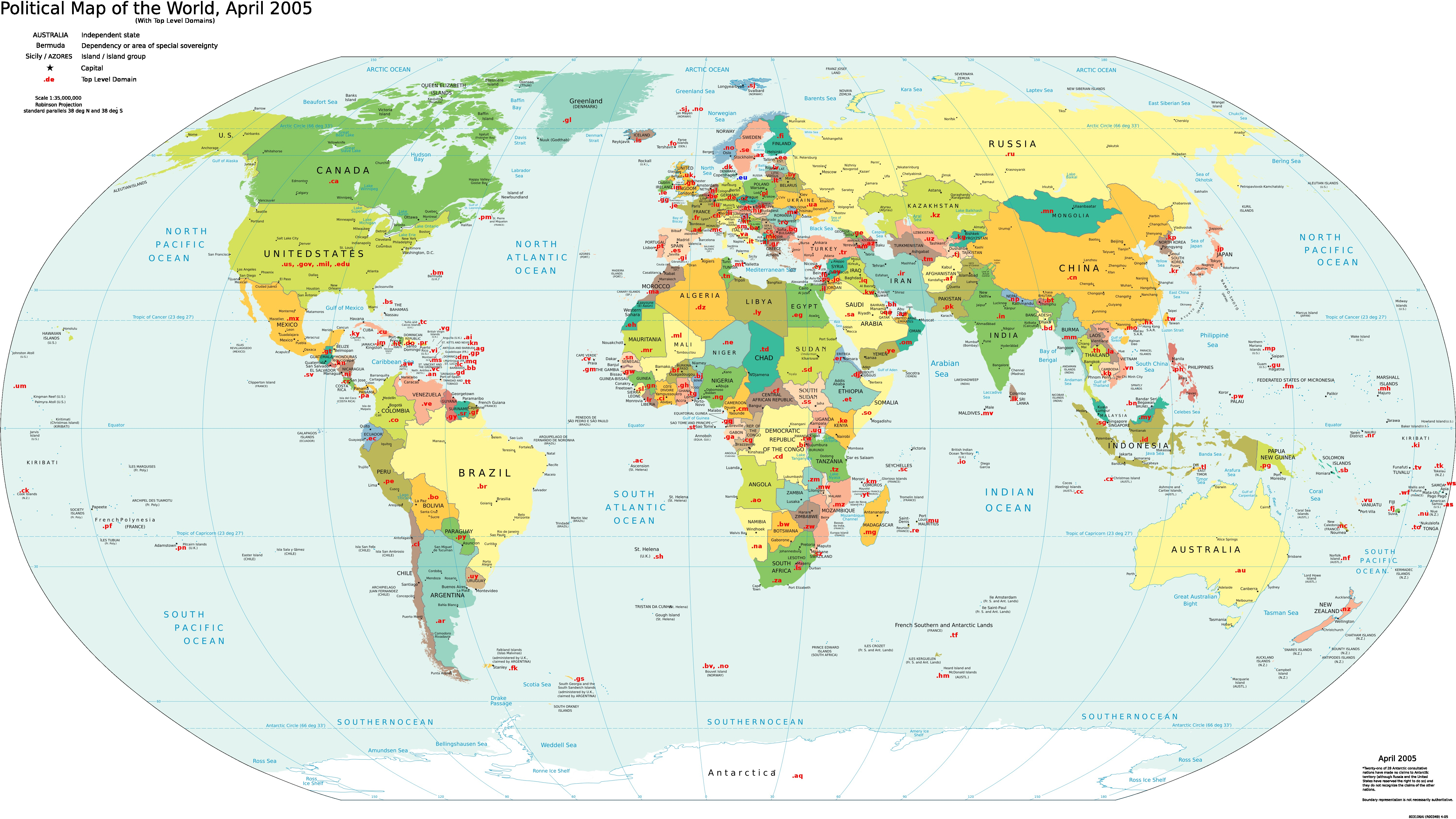
Világtérkép az összes ccTLD-vel

| Ábécé szerinti tartalomjegyzék                      |
| --------------------------------------------------- |
| A B C D E F G H I J K L M N O P Q R S T U V W X Y Z |

* Külföldiek nem regisztrálhatnak

### A
- .ac – Ascension-sziget*
- .ad – Andorra
- .ae – Egyesült Arab Emírségek
- .af – Afganisztán
- .ag – Antigua és Barbuda*
- .ai – Anguilla*
- .al – Albánia
- .am – Örményország*
- .an – Holland Antillák (2013-ban megszűnt a használata)
- .ao – Angola
- .aq – Antarktisz
- .ar – Argentína
- .as – Amerikai Szamoa*
- .at – Ausztria*
- .au – Ausztrália
- .aw – Aruba
- .ax – Åland
- .az – Azerbajdzsán

### B
- .ba – Bosznia-Hercegovina
- .bb – Barbados
- .bd – Banglades
- .be – Belgium
- .bf – Burkina Faso
- .bg – Bulgária
- .bh – Bahrein
- .bi – Burundi
- .bj – Benin
- .bl – Saint-Barthélemy
- .bm – Bermuda
- .bn – Brunei
- .bo – Bolívia
- .br – Brazília
- .bs – Bahama-szigetek*
- .bt – Bhután
- .bv – Bouvet-sziget (nincs használatban)
- .bw – Botswana
- .by – Fehéroroszország
- .bz – Belize

### C
- .ca – Kanada
- .cc – Kókusz (Keeling)-szigetek
- .cd – Kongói Demokratikus Köztársaság (korábban .zr – Zaire)*
- .cf – Közép-afrikai Köztársaság
- .cg – Kongói Köztársaság*
- .ch – Svájc
- .ci – Elefántcsontpart
- .ck – Cook-szigetek
- .cl – Chile
- .cm – Kamerun
- .cn – Kína
- .co – Kolumbia*[6]
- .cr – Costa Rica
- .cu – Kuba
- .cv – Zöld-foki Köztársaság
- .cx – Karácsony-sziget
- .cy – Ciprus
- .cz – Csehország

### D
- .de – Németország
- .dj – Dzsibuti
- .dk – Dánia
- .dm – Dominikai Közösség
- .do – Dominikai Köztársaság
- .dz – Algéria

### E
- .ec – Ecuador
- .ee – Észtország
- .eg – Egyiptom, nemzetközi: مصر. (misr)
- .eh – Nyugat-Szahara (nincs kiosztva; nincs DNS)
- .er – Eritrea
- .es – Spanyolország
- .et – Etiópia
- .eu – Európai Unió (kivételesen fenntartott kód az ISO 3166–1-ben)

### F
- .fi – Finnország
- .fj – Fidzsi-szigetek
- .fk – Falkland-szigetek
- .fm – Mikronéziai Szövetségi Államok
- .fo – Feröer
- .fr – Franciaország

### G
- .ga – Gabon
- .gb – Egyesült Királyság (Az IANA által fenntartott domain; lásd .uk)
- .gd – Grenada
- .ge – Grúzia
- .gf – Francia Guyana
- .gg – Guernsey
- .gh – Ghána
- .gi – Gibraltár
- .gl – Grönland
- .gm – Gambia
- .gn – Guinea
- .gp – Guadeloupe
- .gq – Egyenlítői-Guinea
- .gr – Görögország
- .gs – Déli-Georgia és Déli-Sandwich-szigetek
- .gt – Guatemala
- .gu – Guam
- .gw – Bissau-Guinea
- .gy – Guyana

### H
- .hk – Hongkong
- .hm – Heard-sziget és McDonald-szigetek
- .hn – Honduras
- .hr – Horvátország
- .ht – Haiti
- .hu – Magyarország

### I
- .id – Indonézia
- .ie – Írország
- .il – Izrael
- .im – Man-sziget*
- .in – India*
- .io – Brit Indiai-óceáni Terület*
- .iq – Irak
- .ir – Irán*
- .is – Izland
- .it – Olaszország

### J
- .je – Jersey
- .jm – Jamaica
- .jo – Jordánia
- .jp – Japán

### K
- .ke – Kenya
- .kg – Kirgizisztán
- .kh – Kambodzsa
- .ki – Kiribati
- .km – Comore-szigetek
- .kn – Saint Kitts és Nevis
- .kp – Észak-Korea
- .kr – Dél-Korea
- .kw – Kuvait
- .ky – Kajmán-szigetek
- .kz – Kazahsztán

### L
- .la – Laosz
- .lb – Libanon
- .lc – Saint Lucia
- .li – Liechtenstein
- .lk – Srí Lanka
- .lr – Libéria
- .ls – Lesotho
- .lt – Litvánia
- .lu – Luxembourg
- .lv – Lettország
- .ly – Líbia

### M
- .ma – Marokkó
- .mc – Monaco
- .md – Moldova
- .me* – Montenegró
- .mf – Saint-Martin
- .mg – Madagaszkár
- .mh – Marshall-szigetek
- .mk – Észak-Macedónia
- .ml – Mali
- .mm – Mianmar
- .mn – Mongólia
- .mo – Makaó
- .mp – Északi-Mariana-szigetek
- .mq – Martinique
- .mr – Mauritánia
- .ms – Montserrat (sziget)
- .mt – Málta
- .mu – Mauritius
- .mv – Maldív-szigetek
- .mw – Malawi
- .mx – Mexikó
- .my – Malajzia
- .mz – Mozambik

### N
- .na – Namíbia
- .nc – Új-Kaledónia
- .ne – Niger
- .nf – Norfolk-sziget
- .ng – Nigéria
- .ni – Nicaragua
- .nl – Hollandia
- .no – Norvégia
- .np – Nepál
- .nr – Nauru
- .nu – Niue
- .nz – Új-Zéland

### O
- .om – Omán

### P
- .pa – Panama
- .pe – Peru
- .pf – Francia Polinézia
- .pg – Pápua Új-Guinea
- .ph – Fülöp-szigetek
- .pk – Pakisztán
- .pl – Lengyelország
- .pm – Saint-Pierre és Miquelon
- .pn – Pitcairn-szigetek
- .pr – Puerto Rico
- .ps – Palesztina
- .pt – Portugália
- .pw – Palau
- .py – Paraguay

### Q
- .qa – Katar

### R
- .re – Réunion
- .ro – Románia
- .rs – Szerbia
- .ru – Oroszország
- .rw – Ruanda

### S
- .sa – Szaúd-Arábia
- .sb – Salamon-szigetek
- .sc – Seychelle-szigetek
- .sd – Szudán
- .se – Svédország
- .sg – Szingapúr
- .sh – Szent Ilona
- .si – Szlovénia
- .sic - Székelyföld (tervezett)
- .sj – Spitzbergák és a Jan Mayen-sziget (nincs használatban; nincsenek regisztrációk)
- .sk – Szlovákia
- .sl – Sierra Leone
- .sm – San Marino
- .sn – Szenegál
- .so – Szomália
- .sr – Suriname
- .ss – Dél-Szudán
- .st – São Tomé és Príncipe
- .su – Szovjetunió (elavult; az áttérés idejéig fenntartva)
- .sv – Salvador
- .sy – Szíria
- .sz – Szváziföld

### T
- .tc – Turks- és Caicos-szigetek
- .td – Csád
- .tf – Francia déli és antarktiszi területek
- .tg – Togo
- .th – Thaiföld
- .tj – Tádzsikisztán
- .tk – Tokelau-szigetek
- .tl – Kelet-Timor (korábban .tp)
- .tm – Türkmenisztán
- .tn – Tunézia
- .to – Tonga
- .tp – Kelet-Timor (elavult – a .tl-t használják; az átmenet idejére fenntartva)
- .tr – Törökország
- .tt – Trinidad és Tobago
- .tv – Tuvalu
- .tw – Tajvan
- .tz – Tanzánia

### U
- .ua – Ukrajna
- .ug – Uganda
- .uk – Egyesült Királyság (az ISO 3166–1 révén kivételesen fenntartva) (lásd még .gb)
- .um – Amerikai Csendes-óceáni szigetek (visszavonva)
- .us – Amerikai Egyesült Államok
- .uy – Uruguay
- .uz – Üzbegisztán

### V
- .va – Vatikán
- .vc – Saint Vincent
- .ve – Venezuela
- .vg – Brit Virgin-szigetek
- .vi – Amerikai Virgin-szigetek
- .vn – Vietnám
- .vu – Vanuatu

### W
- .wf – Wallis és Futuna
- .ws – Szamoa (korábban Nyugat-Szamoa)

### Y
- .ye – Jemen
- .yt – Mayotte
- .yu – Jugoszlávia (már nincs használatban)

### Z
- .za – Dél-afrikai Köztársaság
- .zm – Zambia
- .zw – Zimbabwe

### IDN
- .бг – Bulgária (tervezett)
- مصر. – Egyiptom
- .рф – Oroszország
- .укр – Ukrajna (tervezett)
- امارات. – Egyesült Arab Emírségek
- السعودية. – Szaúd-Arábia